# Bengkulu
Bengkulu és una província d'Indonèsia a la costa sud-oest de l'illa de Sumatra que fa frontera amb les províncies de Sumatra Occidental, Jambi, Sumatra Meridional i Lampung. La capital i la ciutat més gran de la província és Bengkulu. Antigament havia sigut el lloc d'una guarnició britànica, que anomenaven Bencoolen.
La província té una població d'1.405.060 habitants (2000). La província també inclou l'illa d'Enggano.

## Història
L'any 1685, la companyia British East India Company hi va establir un centre de comerç de pebre i guarnició a Bengkulu (Bencoolen). El 1714, els britànics hi construïen el fort Marlborough, que encara existeix. Però no fou mai rendible per als britànics, per la dificultat d'adaptació dels europeus i per la incapacitat de trobar que el pebre suficient per comprar.
Malgrat aquestes dificultats, els britànics persistiren i mantingueren la seva presència durant 150 anys abans de cedir-la als neerlandesos com a part del Tractat angloholandès de 1824 per centrar l'atenció a Malaca. Com la resta de l'actual Indonèsia, Bengkulu romania una colònia holandesa fins després de la Segona Guerra Mundial.
Durant els anys 30, el futur president d'Indonèsia Sukarno era empresonat pels holandesos a Bengkulu, on coneixeria la seva muller, Fatmawati, amb qui tindria diversos fills, el més famós dels quals seria la primera presidenta d'Indonèsia, Megawati Sukarnoputri.

## Economia
La mineria de carbó és una activitat econòmica essencial a Bengkulu, on s'extrauen al voltant de dos milions de tones l'any.
La pesca, especialment de tonyina i verat, és també una activitat important. Els productes agrícoles exportats per la província inclouen gingebre, bambú i goma.

## Divisions administratives
La província de Bengkulu està dividida en 8 regències (kabupaten) i 1 municipi (kota):
- Kaur
- Kepahiang
- Lebong
- Muko-Muko
- North Bengkulu
- Rejang Lebong
- Seluma
- Bengkulu del Sud
- Bengkulu